# Адамский, Виктор Борисович
Ви́ктор Бори́сович Ада́мский (30 апреля 1923, Москва — 14 декабря 2005, Саров) — советский и российский физик, главный научный сотрудник Всероссийского научно-исследовательского института экспериментальной физики (РФЯЦ-ВНИИЭФ), известного как «Арзамас-16». Участвовал в разработке, создании и испытании термоядерного устройства АН602 — сверхмощной атомной бомбы с первоначальной проектной мощностью 100 мегатонн, позднее из-за технических ограничений уменьшенной до 50 мегатонн. Сотрудник ВНИИЭФ с начала 1950-х годов, где работал в теоретических отделах под руководством А. Д. Сахарова и Я. Б. Зельдовича. Ветеран Великой Отечественной войны. Лауреат Ленинской премии (1962).

## Биография
В 1940 году Адамский В.Б поступил на физический факультет Московского государственного университета имени Ломоносова.
В 1942 году пошел в армию.
В 1945 году всех военнослужащих, которые учились на физическом факультете, возвратили на учёбу в связи с началом работ по созданию атомного оружия.
В 1949 году Адамский В.Б окончил МГУ и был направлен на работу в КБ-11. Работал по теме «Труба» в лаборатории Франк-Каменецкого Д. А.. После этой темы Адамский В.Б был задействован к работе «атомное обжатие». Участвовал в разработке ряда термоядерных зарядов. С 1967 по 1995 год Адамский В. Б возглавлял отдел в теоретическом секторе.